# ファクトリー・ノイズ&AG
有限会社ファクトリー・ノイズ&AG（ファクトリー・ノイズアンドエージー、略称:FNAG）は、日本のゲーム音楽の楽曲制作およびコンピュータゲームの製作会社。
設立の母体となった有限会社ノーブランドサウンズ（NBS）及び、NBS社の前身である同人サークルの雑音工房NOISEについてもこの項で述べる。

## 概要

### 雑音工房NOISE時代～FNAG社設立まで
雑音工房NOISEは、テクノソフトを退社した九十九百太郎が代表を務め、長崎繁（後のFNAG社専務プロデューサー）らが参加していた音楽制作サークルであり、アダルトゲームや同人ゲームのBGMや主題歌制作を手掛けていた。
その傍らで、サンダーフォースシリーズの続編を独自に制作することを企画しており「project Thunder Force VI」の一環として、仮想サウンドトラック「BROKEN THUNDER」を発売している。同CD発売時に商品の受け渡しを巡って混乱が発生したこと、また九十九百太郎が『サンダーフォースIII』及び『サンダーフォースIV』の作曲に参加していたと虚偽の発言を行ったことを理由に、雑音工房NOISEは活動を停止し、九十九は活動を自粛することが発表された。
しかし、雑音工房NOISEはメンバーを変えず、NoBrandSounds（有限会社ノーブランドサウンズ、NBS）として法人化。長崎繁が代表を務め、支援を受けたライアーソフトを中心に楽曲を提供していた。2004年末に「ライアーソフトのイメージが強くなった」NBSとの差別化を図り、新規に有限会社ファクトリー・ノイズ&AG（FNAG）が設立されることになった。なお、2005年以降は主にマッツミュージックスタジオがライアーソフトへの楽曲提供を行っており、NBSはぼーん・ふりーくす!を最後に楽曲提供は行っていない。

### BROKEN THUNDER発売まで
FNAGはアダルトゲームに楽曲を提供する一方、自社のCDレーベルから東方アレンジCDや、活動を休止していたテクノソフトの作品のサウンドトラック（九十九百太郎の作品が中心）を続々と製作し、発表していた。
そして、かつて雑音工房NOISEで製作された仮想サントラと同じタイトル「BROKEN THUNDER」を持つ同人パソコンゲームを製作することが2006年に発表された。
以降の経緯はBROKEN THUNDERを参照。

### 活動停止
BROKEN THUNDERの発売後、FNAG社、特にゲームプロデューサーの長崎繁が2ちゃんねる等において激しく非難を受ける中、作曲チームの山西利治は椎名治美と石川ナオトを伴って退社し、株式会社アムーヴを設立した。また九十九百太郎も株式会社マカロンボックスに活動の場所を移している。
2008年以降、FNAG社の公式サイトが表示されない状態が続いており、所属していた作曲スタッフがすべて会社を去っていることから、現在は活動を停止しているものと思われる。

## スタッフ

### プロデューサー
- 長崎繁（前山繁生）
- 淺川秋

### 作曲家
- 九十九百太郎 （雑音工房NOISE代表／作曲チームGyroMix）
- 椎名治美 （雑音工房NOISE時代～）
- Taz （雑音工房NOISE時代、現在は作曲業を引退）
- LS （NoBrandSounds時代～、現在は作曲業を引退）
- 山西利治 （NoBrandSounds時代～）
- 石川ナオト （当初はFNAG社外注、のちに正式所属／作曲チームGyroMix）

### 外注
- 梅本竜
- 高見龍
- 樋口秀樹
- Studio A'
- 柏木るざりん
- どぶウサギ
- 六羽田トモエ
- 月子

## 販売作品一覧

### 雑音工房NOISE
- BROKEN THUNDER

### ファクトリー・ノイズ&AG
- Lost Technology (2005年5月15日、サンダーフォースVサウンドトラック)
- Border Line (2005年8月15日、東方アレンジ)
- Broken Thunder -project Thunder Force Ⅵ- (2005年12月5日、音楽CD)
- Absolute Area -project Thunder Force Ⅵ- (2006年3月30日、ハイパーデュエルサウンドトラック)
- Wind Age (2006年5月21日、東方アレンジ)
- WANDERINGS (2006年7月15日、山西利治ソロアルバム)
- 銀色の三日月I (2006年9月30日、オリジナルコンセプトアルバム)
- 鋼節～HAGANEBUSHI～ (2006年10月30日、鋼鉄霊域サウンドトラック)
- Lost Technology+ (2006年10月30日、"Lost Technology"の新版)
- Time Limit～Eternity～ (2006年11月15日、東方アレンジ)
- Time Limit～Momentary～ (2006年11月15日、東方アレンジ)
- WANDERINGS II (2007年2月2日、山西利治ソロアルバム)
- BROKEN THUNDER (2007年5月3日、パソコン用ゲームソフト)

## 楽曲提供作品一覧

### 雑音工房NOISE

#### ライアーソフト
- ちょ〜イタ 〜素晴らしき超能力人生〜[2]
- 行殺・新選組
- ぶるまー2000 〜BLOOMERS MILLENNIUM〜
- サフィズムの舷窓
- LOVE NEGOTIATOR
- 腐り姫

### ノーブランドサウンズ

#### ライアーソフト
- PINK PANZER
- CANNONBALL 〜ねこねこマシン猛レース!〜
- Little Little Election
- ライアー大戦 じゃんまげどん
- Forest
- ANGEL BULLET
- 絶対地球防衛機 メガラフター
- ぼーん・ふりーくす!

#### ACTRESS
- チェリーボーイにくびったけ
- 羽くんの憂鬱

#### Virgin Cream
- 病憑き

### ファクトリー・ノイズ&AG

#### PULLTOP
- お願いお星さま
- ゆのはな
- PRINCESS WALTZ
- 遥かに仰ぎ、麗しの

#### propeller
- あやかしびと